# De Dion-Bouton Type Q

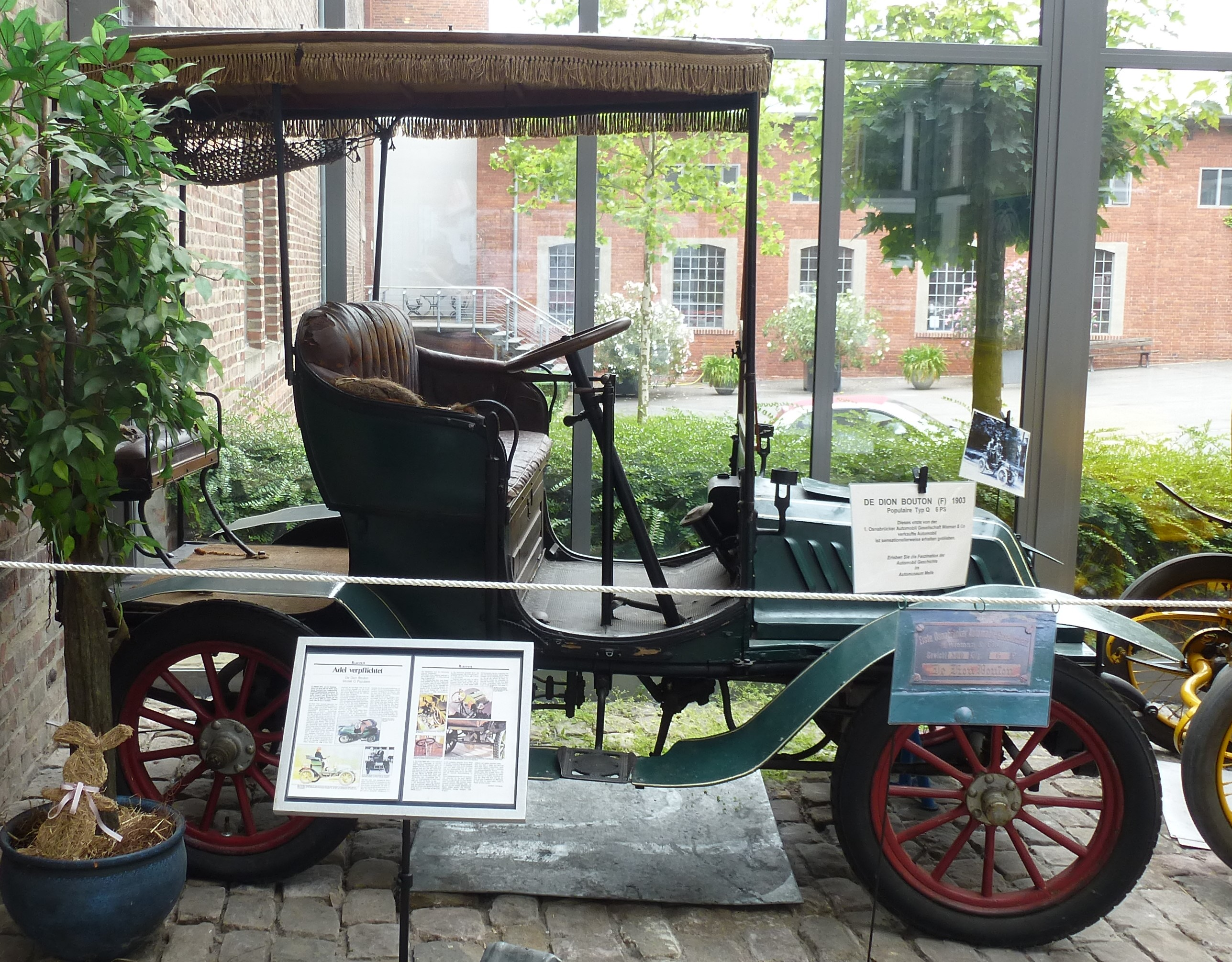
Variante mit Dach und Notsitz für den Diener

Der De Dion-Bouton Type Q ist ein Pkw-Modell aus der Anfangszeit des 20. Jahrhunderts. Hersteller war De Dion-Bouton aus Frankreich. Es gehört zur Baureihe De Dion-Bouton Populaire.

## Beschreibung
Die Zulassung durch die nationale Zulassungsbehörde erfolgte am 2. April 1903. Vorgänger war der Type N.
Der De-Dion-Bouton-Einzylindermotor hat 90 mm Bohrung, 110 mm Hub, 700 cm³ Hubraum und 6 PS Leistung. Er befindet sich hinter der Vorderachse. Er treibt über ein Zweiganggetriebe und eine Kardanwelle die Hinterräder an. Die Hinterachse ist eine De-Dion-Achse.
Die Basis bildet ein Rohrrahmen. Die beiden äußeren Rohre verjüngen sich nach vorne. Dadurch ist der Lenkeinschlag der Vorderräder größer. Der Radstand beträgt 182 cm, die Spurweite 114 cm. Vorder- und Hinterräder haben jeweils zwölf Speichen.
Als schwächerer und kürzerer der beiden Frontmotortypen im Sortiment erhielten die Fahrzeuge üblicherweise einen leichten zweisitzigen Aufbau als Phaeton. Einige Fahrzeuge wurden auch als Tonneau mit Platz für vier Personen karosseriert.
Im September 1904 lief die Produktion aus. Nachfolger wurde der Type Y, der am 11. Oktober 1904 seine Zulassung erhielt.